# Siewiernyj (obwód lipiecki)
Siewiernyj (ros. Северный) – osiedle typu wiejskiego w zachodniej Rosji, w sielsowiecie lipowskim rejonu wołowskiego w obwodzie lipieckim.

## Geografia
Miejscowość położona jest nad rzeką Lipowiec (dopływ Ołyma), 3,5 km od centrum administracyjnego sielsowietu lipowskiego (Lipowiec), 9 km od centrum administracyjnego rejonu (Wołowo), 127 km od stolicy obwodu (Lipieck).
W granicach miejscowości znajduje się ulica Siewiernaja (27 posesji).

## Demografia
W 2012 r. miejscowość liczyła sobie 36 mieszkańców.